# Tegostoma russulalis
Tegostoma russulalis là một loài bướm đêm trong họ Crambidae.